# 自由经济
自由经济（德語：Freiwirtschaft）是西爾維奧·格塞爾于1916年创立的一种经济理念，他称之为“自然经济秩序”（Natürliche Wirtschaftsordnung）。1932年，一群瑞士商人利用他的想法创立了WIR银行。

## 历史
1890年，匈牙利籍奥地利裔经济学家特奥多尔·赫茨卡在其小说《弗里兰：一种社会期待》（Freiland - ein soziales Zukunftsbild）中发表了自由经济的基本思想。